# 立命館大学生命科学部

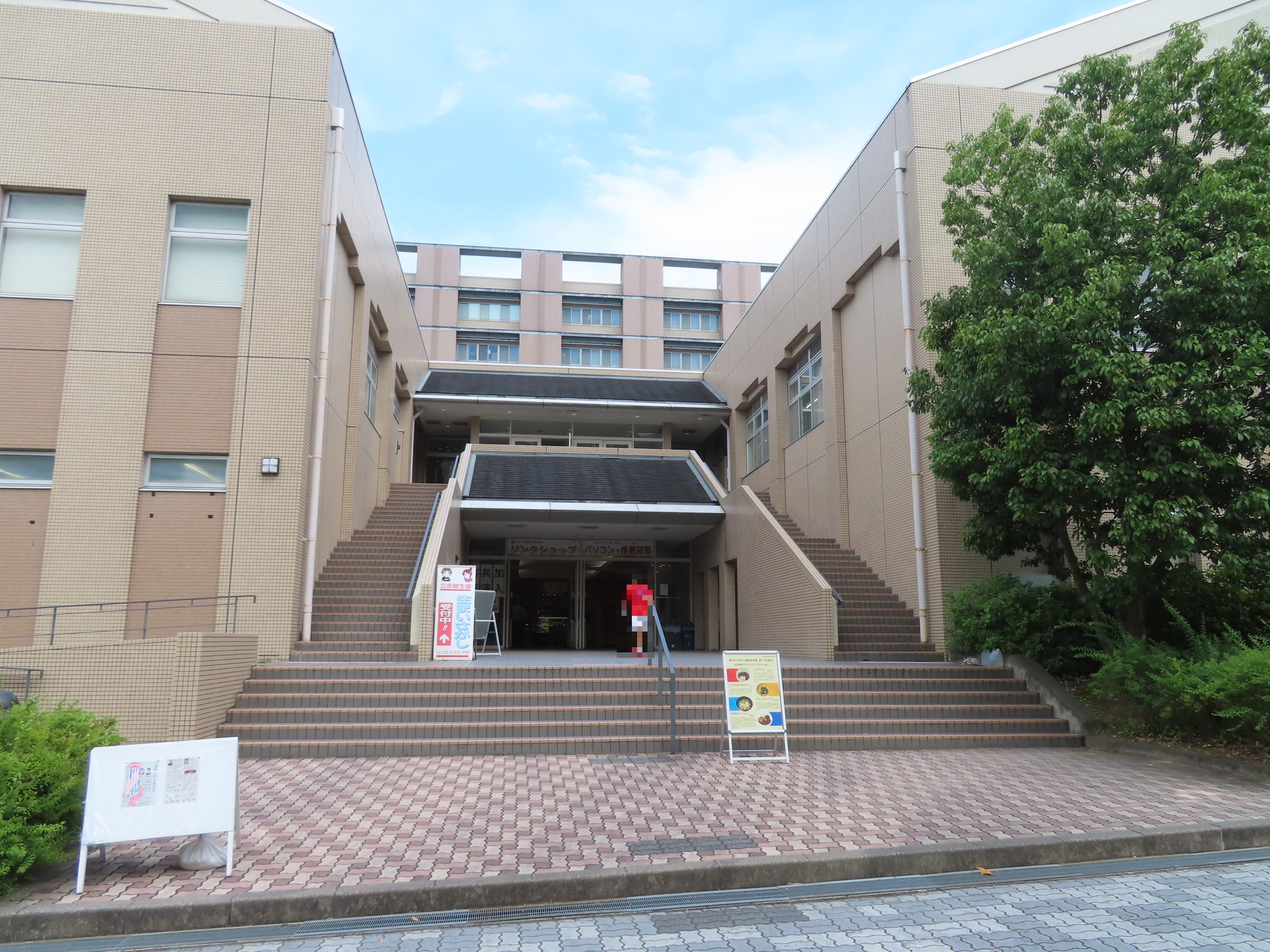
本部が置かれた立命館大学びわこ・くさつキャンパスのリンクステーション

立命館大学生命科学部（りつめいかんだいがくせいめいかがくぶ、英称:College of Science）は、立命館大学に設置されている生命科学部である。
キャンパスは、びわこ・くさつキャンパス（BKC）。

## 概要
立命館大学生命科学部は2008年に設置された学部で、豊かな教養と生命科学分野の幅広い素養を基礎にして、生命科学とその関連分野の発展に寄与し、人間の幸福と自然が調和した豊かな社会を実現することを目指している。
生命科学部のコンセプトは「生命科学からより豊かな社会へ」を掲げている。
立命館大学生命科学部は、応用化学科、生物工学科、生命情報学科、生命医科学科の４学科で構成され、この４学科は、工学、理学、農学、医学、薬学を基盤とする学問分野をカバーしている。学生は、これらの４学科の垣根を超えて総合的に学ぶことが可能である。
⽣命科学部では、低回⽣（大学1年、2年）での専⾨基礎科目は全学科共通の内容で開講し、化学、⽣物、物理、数学、情報の基礎知識を修得する。⾼回⽣（大学3年、4年）での専⾨科⽬は、各学科固有の科⽬を中心に学び、さらに学生の興味・関⼼に応じ、学科を越えて卒業研究室を志望することも可能である。
また、授業についていけない学生向けに「化学・生物駆け込み寺」を用意し、生命科学部以外の理工系学部（理工学部・情報理工学部・薬学部）の学生でも自由に参加できるようにしている。
立命館大学生命科学部では、独自の海外留学プログラムを開発し、学生向けに全学共通の海外留学プログラムと合わせて海外の大学で経験をする機会を用意している。

## 組織
生命科学部
- 応用化学科
- 生物工学科
- 生命情報学科
- 生命医科学科

## 学部長
- 若山守

## 交通アクセス
びわこ・くさつキャンパス（滋賀県草津市野路東1丁目1-1）
- JR「南草津駅」から近江鉄道バス「立命館大学行き」または立命館大学経由「松ヶ丘五丁目」行き・「県立長寿社会福祉センター」行きで約20分。